# محمد يوسف أبو الفرح الطرطوسي
محمد يوسف أبو الفرح الطرطوسي كان شيخًا مسلمًا صوفيًا مشهورًا. يُعتبر أحد الأسلاف المشتركين للطرق الصوفية، التي تشكل سلسلة تصل إلى النبي الأكرم محمد.

## السيرة
وُلد محمد يوسف أبو الفرح الطرطوسي في 21 آب 1016 م (15 ربيع الأول 407 هـ) في طرطوس (تقع اليوم في سوريا). اسم والده الشيخ عبد الله بن يونس الطرطوسي. واسمه الحقيقي محمد يوسف، وكنيته أبو الفرح. يُطلق عليه أحيانًا لقب علاء الدين.
كان يُعرف بالقطب، وهو في التصوف الإنسان الكامل حيث عُرف عنه في عصره الكرامات. وقيل إنه كان يتمتع بمستوى عالٍ من التوكل والصبر لدرجة أن الأمور الدنيوية لم تكن تعنيه.
وكان خليفته الروحي هو الشيخ أبو الحسن علي بن محمد قريشي الهكاري.
توفي أبو الفرح الطرطوسي في 28 تشرين الأول 1055 م (3 شعبان 447 هـ )، في عهد الخلافة العباسية. يقع ضريحه في بغداد ، العراق.

## السلالة
سلسلة:
1. محمد
2. علي بن أبي طالب
3. الحسن البصري
4. حبيب العجمي
5. داود تاي
6. معروف كرخي
7. سري ساقتي
8. جنيد بغدادي
9. أبو بكر الشبلي
10. عبد العزيز بن حارس بن أسد التميمي اليمني
11. أبو الفضل عبد الواحد اليمني التميمي
12. محمد يوسف أبو الفرح الطرطوسي [7] [8]

## الألقاب
1. أنور الصوفية
2. شجر الكاملين
3. خزانة العفاف

## قراءة إضافية
- كريمينجهام، ج. سبنسر. الطرق الصوفية في الإسلام . مطبعة جامعة أكسفورد، نيويورك، 1998.
- تذكرة مشايخ قدرية، محمد دين كليم، نوري قطب خانا لاهور، باكستان.
- تاريخ مشايخ قدرية، محمد صادق قصوري، منشورات الزاوية، لاهور، باكستان.
- تذكرة مشايخ قدرية فضيلة، أسرار الحسن قادري، مؤسسة تصوف لاهور، باكستان،(ردمك 969-506-026-9) .

## روابط خارجية
- الطريقة القادرية الدولية: سلسلة الطريقة القادرية